# Five Years (1969-1973)
Five Years (1969–1973) is een compilatiealbum van de Britse muzikant David Bowie, uitgebracht in 2015. Het album bevat het werk dat Bowie tussen 1969 en 1973 uitbracht en bestaat uit twaalf albums met dertien cd's. Exclusief bij de box set is Re:Call 1, een nieuwe compilatie van non-album singles, singleversies van nummers en B-kanten.
Het album bevat de studioalbums David Bowie (1969, ook bekend als Space Oddity), The Man Who Sold the World (1970), Hunky Dory (1971), The Rise and Fall of Ziggy Stardust and the Spiders from Mars (1972, zowel de oorspronkelijke uitgave als de Ken Scott-remix uit 2003), Aladdin Sane (1973) en Pin Ups (1973), alsmede de livealbums Live Santa Monica '72 (opgenomen 1972, uitgebracht 2008) en Ziggy Stardust - The Motion Picture (opgenomen 1973, uitgebracht 1983).

## Tracklist
- Alle nummers geschreven door Bowie, tenzij anders genoteerd.

### David Bowie
1. "Space Oddity" – 5:16
2. "Unwashed and Somewhat Slightly Dazed" – 6:12 (gevolgd door de verborgen track "Don't Sit Down" - 0:42)
3. "Letter to Hermoine" – 2:36
4. "Cygnet Committee" – 9:35
5. "Janine" – 3:25
6. "An Occasional Dream" – 3:01
7. "Wild Eyed Boy from Freecloud" – 4:52
8. "God Knows I'm Good" – 3:21
9. "Memory of a Free Festival" – 7:09

### The Man Who Sold the World
1. "The Width of a Circle" – 8:05
2. "All the Madmen" – 5:38
3. "Black Country Rock" – 3:32
4. "After All" – 3:52
5. "Running Gun Blues" – 3:11
6. "Saviour Machine" – 4:25
7. "She Shook Me Cold" – 4:13
8. "The Man Who Sold the World" – 3:55
9. "The Supermen" – 3:38

### Hunky Dory
1. "Changes" – 3:37
2. "Oh! You Pretty Things" – 3:12
3. "Eight Line Poem" – 2:55
4. "Life on Mars?" – 3:53
5. "Kooks" – 2:53
6. "Quicksand" – 5:08
7. "Fill Your Heart" (Biff Rose/Paul Williams) – 3:07
8. "Andy Warhol" – 3:56
9. "Song for Bob Dylan" – 4:12
10. "Queen Bitch" – 3:18
11. "The Bewlay Brothers" – 5:22

### The Rise and Fall of Ziggy Stardust and the Spiders from Mars
1. "Five Years" – 4:44
2. "Soul Love" – 3:33
3. "Moonage Daydream" – 4:35
4. "Starman" – 4:13
5. "It Ain't Easy" (Ron Davies) – 3:00
6. "Lady Stardust" – 3:20
7. "Star" – 2:50
8. "Hang On to Yourself" – 2:40
9. "Ziggy Stardust" – 3:13
10. "Suffragette City" – 3:25
11. "Rock 'n' Roll Suicide" – 3:00

### Aladdin Sane
1. "Watch That Man" – 4:30
2. "Aladdin Sane (1913-1938-197?)" – 5:06
3. "Drive-In Saturday" – 4:33
4. "Panic in Detroit" – 4:25
5. "Cracked Actor" – 3:01
6. "Time" – 5:15
7. "The Prettiest Star" – 3:31
8. "Let's Spend the Night Together" (Mick Jagger/Keith Richards) – 3:10
9. "The Jean Genie" – 4:07
10. "Lady Grinning Soul" – 3:54

### Pin Ups
1. "Rosalyn" (Jimmy Duncan/Bill Farley) – 2:27
2. "Here Comes the Night" (Bert Berns) – 3:09
3. "I Wish You Would" (Billy Boy Arnold) – 2:40
4. "See Emily Play" (Syd Barrett) – 4:03
5. "Everything's Alright" (Nicky Crouch/John Konrad/Simon Stavely/Stuart James/Keith Karlson) – 2:26
6. "I Can't Explain" (Pete Townshend) – 2:07
7. "Friday on My Mind" (George Young/Harry Vanda) – 3:18
8. "Sorrow" (Bob Feldman/Jerry Goldstein/Richard Gottehrer) – 2:48
9. "Don't Bring Me Down" (Johnnie Dee) – 2:01
10. "Shapes of Things" (Paul Samwell-Smith/Jim McCarty/Keith Relf) – 2:47
11. "Anyway, Anyhow, Anywhere" (Roger Daltrey/Pete Townshend) – 3:04
12. "Where Have All the Good Times Gone" (Ray Davies) – 2:35

### Live Santa Monica '72
1. "Introduction" – 0:13
2. "Hang On to Yourself" – 2:46
3. "Ziggy Stardust" – 3:23
4. "Changes" – 3:27
5. "The Supermen" – 2:55
6. "Life on Mars?" – 3:28
7. "Five Years" – 4:32
8. "Space Oddity" – 5:05
9. "Andy Warhol" – 3:50
10. "My Death" (Eric Blau/Jacques Brel/Mortimer Shuman) – 5:51
11. "The Width of a Circle" – 10:44
12. "Queen Bitch" – 3:00
13. "Moonage Daydream" – 4:53
14. "John, I'm Only Dancing" – 3:16
15. "I'm Waiting for the Man" (Lou Reed) – 5:45
16. "The Jean Genie" – 4:07
17. "Suffragette City" – 4:12
18. "Rock 'n' Roll Suicide" – 3:01

### Ziggy Stardust - The Motion Picture
1. "Intro" (Negende Symfonie van Beethoven door Wendy Carlos) (Ludwig van Beethoven) – 1:05
2. "Hang On to Yourself" – 2:55
3. "Ziggy Stardust" – 3:19
4. "Watch That Man" – 4:14
5. "Wild Eyed Boy From Freecloud" – 3:15
6. "All the Young Dudes" – 1:38
7. "Oh! You Pretty Things" – 1:46
8. "Moonage Daydream" – 6:25
9. "Changes" – 3:36
10. "Space Oddity" – 5:05
11. "My Death" (Blau/Brel/Shuman) – 7:20
12. "Intro" (de William Tell Overture) (Gioachino Rossini) – 1:01
13. "Cracked Actor" – 3:03
14. "Time" – 5:31
15. "The Width of a Circle" – 15:45
16. "Let's Spend the Night Together" (Jagger/Richards) – 3:02
17. "Suffragette City" – 4:32
18. "White Light/White Heat" (Reed) – 4:01
19. "Farewell Speech" – 0:39
20. "Rock 'n' Roll Suicide" – 5:17

### The Rise and Fall of Ziggy Stardust and the Spiders from Mars(Ken Scott-remix 2003)
1. "Five Years" – 4:42
2. "Soul Love" – 3:33
3. "Moonage Daydream" – 4:38
4. "Starman" – 4:13
5. "It Ain't Easy" (Davies) – 2:57
6. "Lady Stardust" – 3:20
7. "Star" – 2:46
8. "Hang On to Yourself" – 2:38
9. "Ziggy Stardust" – 3:12
10. "Suffragette City" – 3:24
11. "Rock 'n' Roll Suicide" – 3:00

### Re:Call 1
CD 1
1. "Space Oddity" (Originele mono single-edit, VK) – 4:33
2. "Wild Eyed Boy from Freecloud" (Originele mono singleversie, VK) - 4:42
3. "Ragazzo solo, ragazza sola" (Bowie/Mogol) (Italiaanse versie van "Space Oddity") – 5:15
4. "The Prettiest Star" (Originele mono singleversie met Marc Bolan op gitaar) – 3:09
5. "Conversation Piece" (B-kant van "The Prettiest Star") – 3:05
6. "Memory of a Free Festival (Part 1)" – 3:59
7. "Memory of a Free Festival (Part 2)" – 3:31
8. "All the Madmen" (Mono singleversie) – 3:15
9. "Janine" (Monoversie) – 3:25
10. "Holy Holy" (Originele mono singleversie) – 3:13
11. "Moonage Daydream" (Arnold Corns-singleversie) – 3:52
12. "Hang On to Yourself" (Arnold Corns-singleversie) – 2:51

CD 2
1. "Changes" (Mono singleversie) –  2:32
2. "Andy Warhol" (Mono singleversie) – 3:03
3. "Starman" (Originele singlemix) – 4:12
4. "John, I'm Only Dancing" (Originele singleversie) – 2:49
5. "The Jean Genie" (Originele singlemix) – 4:05
6. "Drive-In Saturday" (Duitse singleversie) – 3:59
7. "Round and Round (Chuck Berry) – 2:39
8. "John, I'm Only Dancing" (Sax versie) – 2:43
9. "Time" (Amerikaanse singleversie) – 3:38
10. "Port of Amsterdam" (Brel) – 2:39
11. "Holy Holy" (The Spiders from Mars-versie) – 2:20
12. "Velvet Goldmine" (B-kant van heruitgave "Space Oddity", 1975) – 3:09